# Новосёлова, Июлия Дмитриевна
Ию́лия Дми́триевна Новосёлова (7 июля 1938, Шаба, Сернурский район, Марийская АССР, РСФСР, СССР) — советский государственный и промышленный деятель. Депутат Верховного Совета СССР XI созыва (1984—1989). Член Бюро Марийского обкома КПСС (1981—1989). Кавалер ордена Ленина (1986).

## Биография
Родилась 7 июля 1938 года в д. Шаба ныне Сернурского района Марий Эл в крестьянской семье.
Образование среднее.
С 1957 года — в г. Йошкар-Оле: маляр завода «Металлист», токарь-копировщик, бригадир Йошкар-Олинского инструментального завода.
В 1981—1989 годах — член Бюро Марийского обкома КПСС.
В 1984—1989 годах избиралась депутатом Верховного Совета СССР XI созыва. 
Награждена орденами Ленина, Трудового Красного Знамени, медалями и почётными грамотами Президиумов Верховных Советов РСФСР и Марийской АССР (дважды). 
В настоящее время проживает в г. Йошкар-Оле — столице Марий Эл. 

## Награды
- Орден Ленина (1986)[1][2]
- Орден Трудового Красного Знамени (1971)[1][2]
- Почётная грамота Президиума Верховного Совета РСФСР (1980)[1][2]
- Почётная грамота Президиума Верховного Совета Марийской АССР  (1970, 1988)[1][2]